# Tirso
Der Tirso ist der längste Fluss Sardiniens.
Er entspringt als Riu de su Campo nördlich von Bitti, in der Provinz Nuoro auf der Ostseite der Insel, durchfließt den Stausee Lago Omodeo und mündet auf der Westseite der Insel bei Oristano. Am Mittellauf wird er beim Ort Illorai von der Ponte Ezzu, einer alten römischen Brücke, überspannt. Er ist 150 km lang und nur auf den letzten Kilometern schiffbar. Die fruchtbare Ebene nördlich von Oristano, die er durchfließt, heißt Tirso-Ebene.